# Джонсон, Дули
Ду́ли Джо́нсон (англ. Dulee Johnson; 7 ноября 1984, Монровия) — либерийский и шведский футболист, полузащитник.

## Карьера

### Клубная
Футболом начал заниматься в клубе «Лоун Стар», школа которого спонсировалась звездой либерийского футбола Джорджем Веа. В его составе выиграл чемпионат Либерии среди юниоров. После этого успеха отправился в футбольную академию ганского «Голдфилдс». Вместе с юношеской командой «Лоун Стар» дважды в 1997 и 1998 годах становился победителем Кубка Готии, ежегодного международного юниорского соревнования, проводящегося в Швеции. Один раз признавался лучшим игроком турнира. Его игра была замечена несколькими шведскими клубами, и в возрасте 16 лет подписал свой первый профессиональный контракт с клубом пятого шведского дивизиона — «Флодой». За него Джонсон провёл 20 игр, в которых сумел отличиться 16 раз, что позволило его клубу занять первое место в первенстве страны и на будущий год сыграть в более высоком дивизионе.
Как и команда, Дули также пошёл на повышение, подписав контракт с «Хеккеном», представлявшим Аллсвенскан. В чемпионате Швеции юный африканец дебютировал 11 июня 2001 года в гостевой встрече с «Гётеборгом». Его клуб на исходе получаса игры открыл счёт, однако перед самым перерывом пропустил ответную результативную атаку. Во втором тайме мячей забито не было. В общей сложности в дебютном для себя сезоне на высшем шведском уровне Джонсон провёл 13 игр, но не одного мяча не забил. «Хеккен» занял тринадцатую строчку в турнирной таблице и вместе с «Треллеборгом» покинул Аллсвенскан. В следующем сезоне клуб стартовал в Суперэттане. С первого тура Дули стал регулярно выходить на поле. Во втором туре с «Сюльвиа» он отдал голевую передачу на партнёра, который установил окончательный счёт. 6 июля 2002 года в игре с «Кафе Опера» вывел свою команду вперёд, однако это не спасло её от поражения. В дальнейшем Джонсон ещё дважды отличался по ходу сезона, поспособствовав победам над «Мьельбю» и «Энчёпингом». В турнирной таблице «Хеккен» финишировал четвёртым, остановившись в шаге от попадания в плей-офф за право играть в Аллсвенскане. На будущий год заняв третье место, команда проиграла в стыковых матчах «Сундсваллю», а в сезоне 2004 года уверенно возглавила турнирную таблицу и обеспечила себе место в высшем дивизионе страны.
В феврале 2006 года подписал контракт, рассчитанный на один год с возможностью продления ещё на два, с вернувшимся в Аллсвенскан клубом АИК. Первую игру за новый клуб в чемпионате Швеции провёл 2 апреля с «Ефле», выйдя на поле с первых минут и составив пару центральных полузащитников с Дереком Боатенгом. С самого своего прихода либериец прочно занял место в стартовом составе, и к концу чемпионата на его счету было 26 игр за клуб. В итоговой таблице АИК лишь одно очко уступил чемпиону «Эльфсборгу», завоевав серебряные медали и право выступать в Кубке УЕФА. В 2007 году в еврокубках стокгольмцы последовательно прошли в квалификации североирландский «Гленторан» и латвийский «Металлург», однако в первом круге уступили по сумме двух встреч тель-авивскому «Хапоэлю» и в групповой этап не пробились. Первый свой мяч за АИК Джонсон забил 6 августа 2007 года в игре с «Броммапойкарна», на 16-й минуте матча положив начало разгрому соперника. Сезон клуб завершил на пятой строчке. В апреле 2008 года игра 23-летнего полузащитника привлекла внимание нескольких европейских клубов, таких как дортмундская «Боруссия» и английский «Бирмингем». Сам Дули больше склонялся к британскому варианту продолжения карьеры, однако шведский клуб не захотел снижать запрошенную цену за игрока, и трансфер не состоялся. Летом футболист всё-таки покинул клуб.
В конце июля 2008 года он подписал трёхлетний контракт с «Маккаби» из Тель-Авива. Дебютную игру Джонсон провёл 8 августа, в котором его клуб встречался с «Бней Иегуда». Он провел на поле весь матч, а «Маккаби» ведя всю игру с минимальным счётом на последней минуте всё-таки пропустил, но в добавленной время сумел вырвать победу. 4 февраля 2009 года тель-авивский клуб в финале со счётом 1:0 обыграл «Ашдод» и завоевал Кубок Тото. 11 апреля того же года на 57-й минуте гостевого матча с «Бней Сахнином» Дули вышел на поле вместо Хаима Мегрелашвили, а под занавес матча забил свой первый и единственный мяч в израильской Премьер-лиге. По итогам сезона «Маккаби» занял шестое место в турнирной таблице, а Джонсон покинул команду и вернулся в Швецию.
14 июня 2009 года он подписал контракт на два с половиной года со своим бывшим клубом АИК. 13 июля в матче чемпионата с «Гётеборгом» Джонсон на 67-й минуте получил вторую жёлтую карточку и был удалён. На 90-й минуте был также удалён Кенни Пейви и стокгольмцы доигрывали встречу вдевятером, однако сумели отстоять минимальное преимущество, добытое в конце первого тайма, благодаря голу Нильса-Эрика Юханссона. До конца сезона Дули успел провести 13 матчей в которых дважды отличился. АИК занял первую строчку в турнирной таблице и впервые за одиннадцать лет стал чемпионом страны. В финале национального Кубка они были сильнее всё того же «Гётеборга» и сумели сделать «золотой дубль». Перед началом следующего сезона АИК и «Гётеборг» сошлись в матче за Суперкубок Швеции, где снова была сильнее столичная команда. В сезоне 2010 года АИК не смог повторить успех предыдущего года и занял одиннадцатое место. В начале следующего года Джонсон покинул Швецию.
21 января 2011 года Дули перебрался в «Панетоликос», представлявший Бета Этники, подписав с ним контракт на полтора года. За команду провёл всего четыре матча, все четыре раза выходя на замену во втором тайме. По итогам сезона греческий клуб сумел на одно очко опередить ПАС из города Янина и тем самым заняв первую сточку и завоевав на будущий сезон в Суперлиге Греции. Однако там либерийцу сыграть не удалось. Проведя в команде полгода он уехал в Нидерланды.
В начале лета у африканца было несколько предложений от азиатских и европейских клубов. В июне он был приглашён на просмотр в голландский «Де Графсхап», с которым в итоге 3 июля и подписал контракт. В матче первого тура чемпионата Голландии против «Аякса» главный тренер дутинхемцев Андрис Юлдеринк выпустил Джонсона при счёте 1:4 вместо Суфьяна Эль-Хасснауи, однако тот ничем команде помочь не смог, и счёт остался прежним. В итоге за клуб Дули успел провести всего три игры в чемпионате и одну в кубке, в которой и забил свой единственный гол. Возвращаясь утром 2 октября из клуба, Джонсон попал на своём автомобиле в аварию. Медицинское освидетельствование показало, что он находился в состоянии алкогольного опьянения. После этого инцидента руководство «Де Графсхапа» в одностороннем порядке разорвало контракт с африканцем.

### В сборной
Выступал за юношескую и молодёжные сборные Либерии. В национальную сборную впервые был вызван в 2001 году, за которую в апреле того же года и дебютировал. По итогам отборочных матчей Кубка африканских наций либерийцы заняли первое место в группе, опередив сборную ЮАР, также прошедшую квалификацию, Республики Конго и Маврикия. Главный тренер Джордж Вава включил семнадцатилетнего Джонсона в заявку на финальный турнир, состоявшийся в Мали. На групповом этапе Либерия дважды сыграла вничью с хозяевами и алжирцам и проиграла будущим бронзовым призёрам — сборной Нигерии. В итоге они заняли третье место в группе и в плей-офф не вышли. Дули на поле не выходил.

## Достижения
Хеккен
- Победитель Суперэттана: 2004

 АИК
- Чемпион Швеции: 2009
- Серебряный призёр чемпионата Швеции: 2006
- Обладатель Кубка Швеции: 2009
- Обладатель Суперкубка Швеции: 2010

 Маккаби (Тель-Авив)
- Обладатель Кубка Тото: 2008/09

 Панетоликос
- Победитель Бета Этники: 2010/11

## Личная жизнь
Женат, супруга — шведка. У пары есть дети. Его отец Джозайя Джонсон в прошлом также футболист, ныне тренер. Возглавлял национальную сборную Либерии.
14 февраля 2008 года был задержан стокгольмской полицией, управляя автомобилем в состоянии алкогольного опьянения после посещения ночного клуба. В АИКе сообщили о проблемах в личной жизни африканца и позволили ему некоторое время отдохнуть от футбола. В октябре 2010 года был арестован по подозрению в попытке изнасилования. В конце ноября суд выпустил Джонсона из под стражи до вынесения окончательного приговора, а 6 декабря все обвинения были сняты и он был полностью оправдан.